# David Burns (Mathematiker)
David Burns (* 1963) ist ein britischer Mathematiker, der sich mit Zahlentheorie befasst.
Burns wurde 1990 bei Albrecht Fröhlich an der Universität Cambridge promoviert (Factorisability, Group Lattices and Galois Module Structure). Er ist Professor am King’s College London.
Er war unter anderem Gastprofessor in Bordeaux, Paris und Harvard.
In der Zahlentheorie befasst er sich insbesondere mit der Tamagawa-Zahl-Vermutung von Spencer Bloch und Kazuya Kato, Iwasawa-Theorie, den Stark-Vermutungen (von Harold Stark), arithmetischer Geometrie (z. B. Epsilon Konstanten und De-Rham-Struktur-Invarianten arithmetischer Schemata mit endlicher Gruppenwirkung), algebraischer K-Theorie und homologischer Algebra.
1999 erhielt er den Berwick-Preis und 2005 war er Leverhulme Fellow.

## Schriften
- On derivatives of Artin L-series, Inventiones Mathematicae, Band 186, 2011, S.  291 -- 371.
- mit K.-F. Lai, K.S. Tan On congruences between derivatives of geometric L-functions, Inventiones Mathematicae, Band 184, 2011, S. 221–256.
- Congruences between derivatives of abelian L-functions at s=0, Inventiones Mathematicae, Band 169, 2007, S. 451–499.
- mit C. Greither On the equivariant Tamagawa number conjecture for Tate motives, Inventiones Mathematicae, Band 153, 2003, S. 303–359.
- mit Matthias Flach Tamagawa numbers for motives with (non-commutative) coefficients, Documenta Math., Band 6, 2001, S. 501–570.
- mit Otmar Venjakob: On descent theory and main conjectures in non-commutative Iwasawa theory, Journal of the Institute of Mathematics of Jussieu, Band 10, 2011, S. 59–118
- Herausgeber mit C. Popescu, J. Sands, D. Solomon Stark's Conjectures: Recent Work and New Directions, Contemporary Mathematics, Band 358, 2004 (Konferenz Baltimore 2002)
- Herausgeber mit Kevin Buzzard, Jan Nekovář L-functions and Galois representations, London Mathematical Society Lecture Note Series 320, Cambridge University Press 2007